# Piotr Poliakov
Piotr Petróvich Poliakov (en cirílico Пётр Петрович Поляков, a veces transliterado como Petr Petrovich Poljakov; 1902 - 1974) fue un botánico ruso.

## Algunas publicaciones
- 1929. Tipy listvenničnuch lesov Chakassii. Ed. Sibirskij Inst. 33 pp.
- 1934. Botaniko-geografičeskie ocerki Kuzneckoj Kotloviny, Salaira i Zapadnoj Predsalairskoj Polosy. 62 pp.
- v.p. Goloskokov, p.p. Poljakov. 1955. Opredelitel' rastenij semejstva marevych Kazachstana. Ed. Akad. 106 pp.
- 1967. Systematics and origin of the Compositae. Naúka, Alma-Ata

- La abreviatura «Poljakov» se emplea para indicar a Piotr Poliakov como autoridad en la descripción y clasificación científica de los vegetales.[1]